# ريكاردو أوسوريو
ريكاردو أوسوريو (بالإسبانية: Ricardo Osorio)‏ (مواليد 30 مارس 1980 في هواخوابان دي ليون - المكسيك) لاعب كرة قدم مكسيكي يلعب حاليا لصالح نادي الدرجة الأولى شتوتغارت الألماني منذ 2006 في مركز الظهير الأيمن .

## مسيرته الكروية
لعب ريكاردو أوسوريو خلال مسيرته الاحترافية مع 5 أندية في ستة عشر موسمًا وسجل خلالها 3 أهداف ضمن 348 مباراة. ولم يفز بأي موسم بالكأس وفاز في موسمين بالدوري.
خاض ريكاردو أوسوريو مسيرته مع Cruz Azul Hidalgo ‏ في موسم 2000–01 لمدة موسم واحد، مشاركًا في 25 مباراة سجل خلالها هدفًا واحدًا. ثم انتقل إلى نادي كروز آزول في موسم 2001–02 ليلعب معه خمسة مواسم، حيث شارك في 118 مباراة ولم يسجل أي هدف. لينتقل بعدها إلى نادي شتوتغارت في موسم 2006–07 ليلعب معه أربعة مواسم، مشاركًا في 73 مباراة سجل خلالها هدفًا واحدًا. ثم انتقل إلى نادي مونتيري في موسم 2010–11 في المرة الأولى ليلعب معه أربعة مواسم ثم في موسم 2015–16 لمدة موسم واحد، مشاركًا طوالها في 106 مباراة سجل خلالها هدفًا واحدًا أيضًا. هذا وانتقل لاحقًا إلى نادي كيريتارو في موسم 2014–15 لمدة موسم واحد، مشاركًا في 26 مباراة ولم يسجل أي هدف.

## روابط خارجية
- ريكاردو أوسوريو على موقع الاتحاد الدولي (مؤرشف)  (الإنجليزية)
- ريكاردو أوسوريو على موقع قاعدة بيانات كرة القدم.إي يو (الإنجليزية)
- ريكاردو أوسوريو على موقع بيانات كرة القدم. دي إي (الألمانية)
- ريكاردو أوسوريو على موقع ناشيونال فوتبول تيمز (الإنجليزية)
- ريكاردو أوسوريو على موقع Soccerway.com (الإنجليزية)
- ريكاردو أوسوريو على موقع عالم كرة القدم.نت (الإنجليزية)
- ريكاردو أوسوريو على موقع كووورة
- ريكاردو أوسوريو على موقع AS.com (الإسبانية)